# Connor Fields
Connor Fields, né le 14 septembre 1992 à Plano au Texas, est un coureur cycliste américain, spécialiste du bicycle motocross (BMX). Il est le champion olympique de BMX des Jeux olympiques d'été de 2016.

## Biographie
Connor Fields grandit à Las Vegas,. À 7 ans, ses parents lui achètent un vélo afin de canaliser son énergie. Sur le chemin de sa première course, le jeune Fields a déjà son casque sur la tête, prêt à concourir. Détestant perdre, poussé à l'extrême par son père, ancien joueur de rugby, il s'engage totalement dans cette nouvelle passion.
Aux championnats du monde junior 2010 en Afrique du Sud, Fields est en tête de tous les tours qu'il court jusqu'au dernier. Celui qui veut alors « tuer la compétition » tombe alors qu'il mène de trois longueurs pour obtenir le meilleur temps du week-end. Pleurant vingt minutes dans les bras de son entraîneur Sean Dwight, son accident aggrave une blessure au genou et l'éloigne des compétitions pendant plusieurs mois. Déprimé, il ne fait que regarder la série Lost et jouer à des jeux vidéo de guerre en ligne. Il s'inscrit même à l'université du Nevada à Las Vegas tant il pense arrêter.
S'il n'est pas le meilleur au départ, son agressivité sur le reste du parcours en fait l'un des meilleurs du monde. À son retour à la compétition, il s'améliore sur son point faible et est capable d'accompagner les meilleurs en bas de la première pente. En mai 2012, il remporte le contre-la-montre des championnats du monde de Birmingham. 
Sélectionné pour représenter les États-Unis aux Jeux olympiques d'été de 2012 dans l'épreuve de BMX, il est le favori bien qu'il n'ait que 19 ans. Lors de la manche de répartition, il réalise le quatrième temps. En quarts de finale, il remporte ses trois manches devant le Britannique Liam Phillips et se qualifie pour les demi-finales. Lors de celles-ci disputées sur trois courses, il termine successivement 4e et deux fois 1er des manches et se classe premier au général de sa série. Il dispute la finale, où il prend la septième place après une chute.
Au début de l'année 2016, Connor Fields se blesse au poignet gauche. Opéré, il manque la deuxième partie de la saison et est sélectionné par Jamie Staff comme choix de l'entraîneur. Dévancé au départ de la finale par Jelle van Gorkom, Fields le dépasse dans le deuxième virage et s'impose. Champion olympique, il s'écroule à genou et devient le premier athlète américain à remporter la médaille d'or olympique au BMX,.
Tête d'affiche des Golden Knights de Vegas pour la création de l'équipe de hockey sur glace avant la sélection de joueurs, Connor Fields obtient des résultats décevant lors de la Coupe du monde 2017 avec des places de 14e, 15e et 34e avant de remporter la dernière étape de la saison pour terminer deux du classement général.

## Palmarès

### Jeux olympiques
- Londres 2012
  - 7e du BMX
- Rio 2016
  -  Champion olympique du BMX

### Championnats du monde
- Pietermaritzburg 2010
  - 8e du championnat du monde juniors de BMX
- Copenhague 2011
  - 7e du championnat du monde de BMX
- Birmingham 2012
  -  Champion du monde du contre-la-montre de BMX
  - 30e du championnat du monde de BMX
- Auckland 2013
  -  Champion du monde du contre-la-montre de BMX
- Zolder 2015
  -  Médaillé de bronze du contre-la-montre de BMX

### Coupe du monde
- 2008 : 39e
- 2009 : 37e
- 2010 : 3e
- 2011 : 10e, vainqueur de la manche de Chula Vista
- 2012 : 2e, vainqueur des manches de Chula Vista et Randaberg
- 2013 : 1er, vainqueur de la manche de Santiago del Estero
- 2014 : 5e
- 2015 : 4e
- 2016 : 34e
- 2017 : 2e, vainqueur de la manche 1 de Heusden-Zolder et de la manche 2 de Santiago del Estero
- 2018 : 20e
- 2019 : 17e
- 2020 : 1er, vainqueur de la manche 2 de Shepparton et de la manche 1 de Bathurst

### Jeux panaméricains
- 2011
  -  Médaillé d'or aux Jeux panaméricains en BMX

### Coupe d'Europe
- 2015 : 48e du classement général, vainqueur d'une manche

### Championnats des États-Unis
- Champion des États-Unis de BMX : 2012, 2014, 2016, 2020 et 2021